# Exodictyon parkinsonii
Exodictyon parkinsonii là một loài rêu trong họ Calymperaceae. Loài này được Cardot mô tả khoa học đầu tiên năm 1905.